# شاين هال
شاين هال (بالإنجليزية: Shane Hall)‏ هو سائق سيارة سباق أمريكي، ولد في 25 أغسطس 1969 في سيمبسونفيل في الولايات المتحدة.

## وصلات خارجية
- شاين هال على موقع Racing-Reference.info (الإنجليزية)